# روبرت د. ريتشاردسون
روبرت د. ريتشاردسون (بالإنجليزية: Robert D. Richardson)‏ هو مؤرخ أمريكي، ولد في 14 يونيو 1934 في ميلواكي في الولايات المتحدة.